# Begoña Amunarriz
Miren Begoña Amunarriz Olano (antes María Begoña Amunárriz Olano) (San Sebastián, 21 de junio de 1948) es una activista feminista y política  de ideología nacionalista vasca.
Fue una de las primeras mujeres que estuvo presente en el Parlamento Vasco a principios de la década de 1980, siendo en este sentido una de las pioneras en la política vasca. Fue una declarada activista en favor de los derechos y la presencia de la mujer en la vida política vasca.

## Biografía
Begoña Amunarriz Olano nació en 1948 en San Sebastián en el seno de una familia de nacionalistas vascos. Después de la Guerra Civil su padre, que había sido gudari, estuvo exiliado en Francia y posteriormente internado en un campo de concentración franquista. Su madre estuvo varios años encarcelada durante la guerra. Ello propició que Amunarriz se criara en un ambiente familiar abertzale que chocaba con la educación y sociedad del franquismo de la época, lo que modeló, en sus propias palabras, un carácter rebelde. A esta herencia política, Amunarriz unió una conciencia feminista que desarrolló en la adolescencia, influenciada por diversos factores como la figura de su madre, la lectura, su rebeldía ante la enseñanza religiosa de la época y su experiencia viviendo en países extranjeros.
Amunarriz estudió Bachillerato Superior por la rama de Ciencias y realizó posteriormente estudios administrativos superiores por la Universidad de Navarra (ISSA) en San Sebastián. Siendo muy joven se marchó a vivir al extranjero, residiendo en Bruselas, Londres y Dublín, ciudades en las que realizó estudios de Lengua, Arte y Literatura francesas e inglesas. Fruto de esta experiencia, además de español y euskera, domina el francés y el inglés (es poseedora del Certificate of Proficiency in English). También realizó estudios de piano en el Conservatorio de San Sebastián.
Al margen de su labor política, desarrollada principalmente entre finales de la década de 1970 y principios de los años 1990, ha trabajado en la empresa privada y en la docencia. Ha sido tertuliana habitual en programas de debate en EITB y articulista especializada en temas políticos como: las dos Guerras Mundiales, Mayo del 68, Quebec, Terrorismo, Países Bálticos, los Balcanes, el islam, Irán, la Cuestión Judía, Nacionalismo Vasco y sobre todo, temas relacionados con el estatus de la mujer en la sociedad.
En el plano personal está casada con Xabier Alkorta Andonegi, economista que llegó a ser director general de la caja de ahorros guipuzcoana Kutxa entre 2004 y 2008 y de Caja Castilla-La Mancha entre 2009 y 2010 (nombrado tras la intervención de la entidad por parte del Banco de España), así como miembro del consejo de administración de la caja de ahorros nacionalizada Novacaixagalicia/NCG Banco desde 2011. La pareja tiene dos hijos y actualmente son abuelos.

## Carrera política
Durante el Franquismo participó en algunas protestas, manifestaciones y reparto de propaganda nacionalista vasca. Fue detenida por haber tomado parte en el Aberri Eguna de 1967 en Pamplona.
En la primera etapa de la Transición Española se afilió al Partido Nacionalista Vasco, siendo elegida vicepresidente de la junta local de este partido en el barrio de El Antiguo de San Sebastián. En septiembre de 1978, la corporación municipal donostiarra fue sustituida por una Comisión Gestora nombrada por el Ministerio del Interior, que designó los miembros de dicha gestora en función de los votos obtenidos por cada partido político en las Elecciones generales de España de 1977. Begoña Amunarriz fue designada por el PNV para ocupar uno de los puestos en la gestora que correspondían al PNV y actuó por tanto con un cargo equivalente al de concejal, hasta que se celebraron las primeras elecciones municipales democráticas en abril de 1979. Durante los últimos meses de su mandato fue teniente de alcalde, tras acceder su compañero de partido Iñaki Alkiza a la presidencia de la gestora.
En marzo de 1980 se celebraron las primeras elecciones autonómicas vascas. Amunarriz fue una de las cuatro mujeres que fueron elegidas diputadas en aquella primera cámara autonómica vasca. Todas ellas eran militantes del Partido Nacionalista Vasco, que a pesar de tratarse de un partido de tradición conservadora fue la única formación que contó con mujeres diputadas al inicio de la I Legislatura. De entre ellas,Amunarriz, era con 31 años, la más joven y la que había ocupado un puesto más alto en la plancha electoral del PNV, al ocupar el puesto 5 por Guipúzcoa (el PNV obtuvo 9 escaños en Guipúzcoa).
Su labor parlamentaria se centró principalmente en la defensa de los derechos de la mujer, como la elaboración del Libro Blanco sobre la situación de la Mujer en el País Vasco y defendiendo temas entonces espinosos, como el divorcio, el acceso de las mujeres a altos cargos, la inclusión de mujeres en la Ertzaintza (policía autónoma vasca) o la despenalización del aborto. Las posturas mantenidas por Amunarriz le hicieron enfrentarse con los sectores más conservadores de la sociedad, incluidos sectores de su propio partido político. En comisiones parlamentarias trabajó en tres campos; economía, hacienda y presupuestos; cultura y derechos humanos. También fue miembro de la comisión especial creada para la Ley de Territorios Históricos.
En las elecciones autonómicas de 1984 fue reelegida como parlamentaria por Guipúzcoa. Durante esta segunda legislatura, se produjo una crisis interna dentro del PNV que acabó forzando la dimisión de Carlos Garaikoetxea como lendakari y el abandono del partido por parte del sector crítico del partido liderado por este. Durante esta crisis interna Amunarriz apoyó inicialmente la postura del lendakari Garaikoetxea, pero cuando la crisis desembocó en el abandono del partido por parte de los militantes más fieles a Garaikoetxea optó por continuar en el PNV. y finalmente optó por no salirse del PNV.
Esta crisis produjo un adelanto electoral, pero en las elecciones autonómicas de 1986 Amunárriz no se presentó en ninguna candidatura.

### Cargos internos en el PNV
En la última parte de su carrera política ocupó cargos internos dentro del Partido Nacionalista Vasco. Fue miembro del Gipuzko Buru Batzar (GBB), ejecutiva provincial de su partido y del Euzkadi Buru Batzar (EBB), la ejecutiva nacional del PNV para la que fue elegida en noviembre de 1987 y en la que ejerció el puesto de secretaria del EBB durante unos meses. Desde esos cargos organizó una convención de mujeres de su partido, que trató sin éxito de conseguir que la Asamblea General del PNV aprobara ciertas medidas en favor de una mayor participación de las mujeres en las candidaturas y los cargos internos del partido.
Durante la III Legislatura, entre 1987 y 1991, el Parlamento Vasco nombró a Amunarriz miembro del consejo de administración de EITB, la radiotelevisión pública vasca.
Desde entonces no ocupa cargos políticos ni públicos significativos.